# Lago di Caprolace
Il lago di Caprolace è il terzo lago che si incontra scendendo dalla litoranea di Sabaudia verso il Circeo, in provincia di Latina, nel Lazio. Secondo la convenzione di Ramsar, il lago fa parte delle zone umide di interesse internazionale.

## Geografia
Il lago ha un perimetro di 8 km, una superficie di 2,3 Km² e una profondità massima di 3 metri. È collegato al lago di Sabaudia dal canale di Fossa Augusta e dagli altri due laghi della zona mediante paludi. Queste paludi occupano un'area umida complessiva di 2100 ettari.

### Flora e fauna
Delle circa 230 specie di avifauna osservate nel Circeo, la stragrande maggioranza vive nella zona di questo lago. La flora, invece, è quella dunale-costiera mediterranea, verosimilmente la stessa del parco nazionale del Circeo.

## Accessibilità
Arrivare a Sabaudia, raggiungere la litoranea, proseguire quindi verso nord. Terminato il lago di Paola parcheggiare e proseguire a piedi fino a questo lago.